# Live in London (DVD de Steve Vai)
Live at the Astoria London se trata del primer DVD solista en vivo de Steve Vai. El material se obtuvo de dos presentaciones que dio Steve en la ciudad de Londres durante el año 2001. La edición consta de dos DVD’s que reúnen aproximadamente 3,5 horas de imagen y audio. También se incluyen datos biográficos y discográficos sobre el guitarrista, así como una pista de audio en la que los músicos realizan comentarios sobre la actuación.
En este recital la banda se compone de: Steve, guitarra y voz; Billy Sheehan, bajo y voz; Tony Mc Alpine, teclados y guitarra; Dave Weiner, guitarra; y Virgil Donati en batería. Realmente es un recital muy completo que reúne temas de distintas épocas en la carrera de Vai, tanto en su etapa con David Lee Roth, como en sus discos solistas, más algunos temas de otros músicos reconocidos. 
Como es habitual en sus presentaciones en vivo, la mayoría de los temas difieren bastante de sus versiones originales. A destacar: los “duelos” a altas velocidades con el maestro Billy Sheehan y los segmentos de guitarras “gemelas” junto a Mc Alpine y Weiner, demostrando entre los tres una sincronización perfecta en los exigentes punteos escritos por Steve.

## Lista de temas
1. Shy Boy
2. Giant Balls of Gold
3. Erotic Nightmares
4. Blood & Glory
5. Dave's Party Piece
6. Blue Powder
7. Crying Machine
8. The Animal
9. Bangkok
10. Tony MacAlpine Keyboard Solo
11. Bad Horsie
12. Chameleon
13. Down Deep Into the Pain
14. Fire
15. Little Wing
16. Whispering a Prayer
17. Incantation
18. Virgil Donati Drum Solo
19. Jibboom
20. For the Love of God
21. Liberty
22. The Attitude Song.

- Datos: Q4179533